# Teoria del frame
La teoria del frame, di Erving Goffman, è una teoria della microsociologia che afferma che la realtà non è unitaria, ma è costituita da un complesso di livelli (frames) innestati, dove ogni frame può essere costruito a partire da un altro frame. Alla base di questo complesso strutturato di livelli, vi è la realtà fisica.  

## Composizione
I frames possono essere composti attraverso due trasformazioni primarie: il framing, ovvero mettere o togliere cornici ad una realtà per ottenerne un'altra e quindi passare da un livello ad un altro, e il keying, ovvero un processo di  trasposizione, come avviene nelle melodie quando si cambia la tonalità o anche nelle figure retoriche (in questo modo si ottiene una realtà allo stesso livello).
I livelli più bassi in cui si struttura la realtà sociale sono i frameworks, cioè gli insiemi degli oggetti fisici e il mondo sociale delle altre persone. Tutti gli altri livelli di realtà si ottengono a partire dai frameworks, applicando le trasformazioni primarie. Il limite inferiore per la stratificazione della realtà sono i frameworks, mentre non esiste alcun limite superiore.

Ad esempio possiamo considerare il mondo sociale come composto dai vari livelli e dai corrispondenti gruppi di teorie sociologiche:
1. il mondo fisico e l'ecologia sociale (Émile Durkheim e i rituali dell'interazione)
2. Routine sociali (etnometodologia)
3. Framing e definizione della situazione (interazionismo simbolico)
4. Consapevolezza iperrelativistica (analisi riflessiva dell'etnometodologia)

I frames quindi sono collegati tra loro in modo preciso e non casuale e questo ci consente di avere una vita senza particolari problemi anche quando, a causa del limite delle nostre capacità cognitive, consideriamo parti della realtà (glosse) come se fossero tutta la realtà. Durante lo svolgimento della vita sociale può accadere qualcosa che disturba il normale corso del frame in cui ci troviamo. Di solito l'evento viene ignorato, ma se è particolarmente grave siamo in grado di passare facilmente ad uno dei frame collegati, utilizzando poche risorse cognitive. In questo modo riusciamo a gestire la complessità della realtà anche se le nostre risorse cognitive sono limitate.
La teoria del frame è un modo di mediare tra il determinismo dei sociologi convenzionali (che non considera la stratificazione della realtà) e il relativismo degli etnometodologi (che, ignorando la realtà fisica, riduce il mondo a qualsiasi cosa accada nella nostra mente).

## L'origine del concetto diFraming
Negli ultimi 20 anni, la teoria del framing ha occupato un posto di rilievo nello studio della comunicazione. La proliferazione dei lavori per la difesa di questa teoria è stata tale che già nel 1993 Robert Entman ha proposto di rendere il framing un paradigma dell'investigazione della comunicazione, sebbene anche lo stesso autore parla del framing come un paradigma fratturato.
Effettivamente la frattura nella teoria è tuttora in considerazione poiché non esiste un accordo sul framing e su come si presenta all'interno dei media. Soprattutto esistono poche analisi fondate sullo stesso concetto, sull'origine, formulazione e giustificazione. Per questo, prima di conoscere i differenti usi e significati di tale teoria, in relazione con i mezzi di comunicazione, è opportuno esaminare il contesto di investigazione nel quale nasce. Solo così si potrà comprendere la necessità che alimenta l'apparizione di questa teoria.
L'origine del concetto appare nell'ambito della psicologia ed è Goffman che, nell'individuarlo in uno dei suoi lavori, crea la matrice sociologica che adotterà il termine anche negli studi dei media della comunicazione.
C'è da precisare che utilizzando il termine inglese, si è portati ad assumere una postura eclettica che concilia le differenti traduzioni possibili come "infuocare", "inquadrare", "marcare", o anche "formato". Nonostante ciò in alcune occasioni, soprattutto per il suo utilizzo in domini scientifici, sembra sia più adeguato parlare di frame o framing piuttosto che usare una traduzione che non risulta tanto precisa.

## Il contributo di Goffman
Nel 1974, nell'ultima tappa della sua vita professionale, Goffman pubblica Frame Analysis. An Essay on the Organization of Experience. In questo libro, l'autore recupera il concetto di cornice già introdotto da Gregory Bateson nella psicologia e lo trasporta alla sociologia per spiegare come si organizzano gli avvenimenti, non solo nella nostra mente, ma anche nella società e nel suo insieme, indicando che "la definizione di una situazione si costruisce insieme a principi organizzativi che governano gli avvenimenti e la nostra implicazione in essi. Frame è la parola che uso per riferirmi a questi elementi". Goffman così risolve la questione che ogni persona si pone per "definire la situazione". Questa domanda è la seguente: "Che succede qui?" ("what's going on?") alla quale si risponde con un frame che dà senso agli avvenimenti e che è soggetto a possibili riorganizzazioni o rimarcazioni. Il frame per Goffman è una cornice ma anche uno schema. Una cornice che determina il contesto della realtà e uno schema o struttura mentale che incorpora i dati esterni oggettivi. Cornice e schema saranno due concetti che si considereranno separatamente per chi svilupperà più avanti la teoria del framing. In Goffman l'integrazione di questi due concetti, nel concetto di frame, fa sì che non si possa dare una traduzione univoca del termine. In esso si aggregano due livelli, l'individuale e il sociale, dato che una stessa realtà assume significati particolari per chi la osserva, però esiste anche un significato comune di essa.
Un individuo quando analizza una situazione lo fa utilizzando schemi. L'organizzazione dell'esperienza passa così per cornici sociali e schemi mentali che si fondono insieme per creare un frame. Nel definire le situazioni non solo si utilizzano frame primari, ma ci sono anche processi posteriori di trasformazione. È qui che Goffman introduce un altro dei suoi concetti centrali: la chiave (key). Il keying sarebbe un processo di trascrizione dove le cornici primarie costituiscono la base che contiene aspetti già significativi, grazie ai quali si può avanzare il processo di dare un senso ai fatti con la nostra interpretazione.
In un'altra delle sue opere Goffman parla della riparazione dei fatti; le cornici non sono definitive ma bensì sono sottomesse a una revisione continua che cambia con la realtà. Esistono così distinte realtà.

## Esempi sulla teoria
Quando una persona cerca di spiegarti un evento, la comprensione spesso dipende dalla cornice che il soggetto colloca attorno all'evento. Se un amico chiude e apre rapidamente gli occhi, noi risponderemo in forma differente, dipendente dal fatto che questa possa essere un'azione fisica (tic) o un'azione sociale (occhiolino). Sebbene il primo caso possa essere la conseguenza di un granello di polvere (che produce una reazione involontaria e per questo senza un significato esplicitamente rilevante), il secondo caso implica un'azione volontaria e con significato (per esempio trasmettere divertimento e complicità). Gli osservatori possono leggere l'evento come puramente fisico o inquadrato naturalmente, a seconda delle diverse forme in cui questo si sviluppa.